# Ilderico di Spoleto
Ilderico (... – Spoleto, dicembre 740) è stato un nobile longobardo, duca di Spoleto dal 739 al 740.

## Biografia
Ilderico fu creato duca di Spoleto nel 739 dal re Liutprando, che aveva cacciato il precedente duca Trasamondo II, considerato un traditore, dopo la presa della città il 16 giugno del 739.
Nel 740 però il precedente duca, con l'aiuto del duca Godescalco di Benevento  riconquistò la città e riprese il potere, uccidendo Ilderico.